# بليمرخس

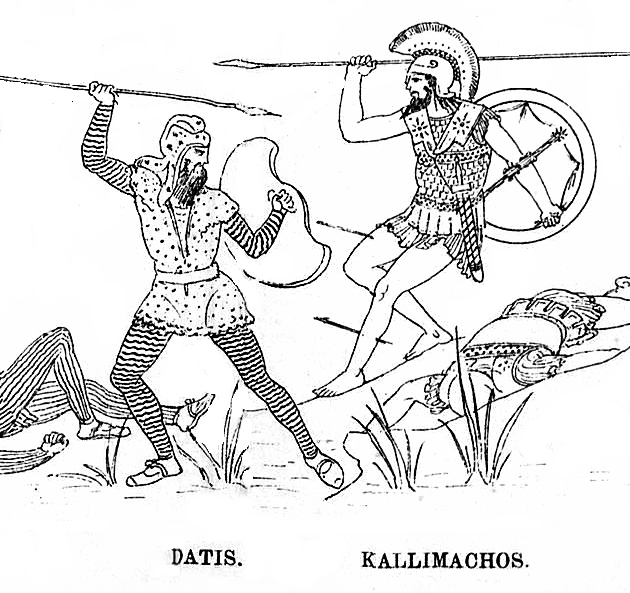
داتيس يقاتل بُليمَرْخُس أثينا كليماخوس (بليمرخس) في معركة ماراثون، في إستوا بويكيلي.

كان بُليمَرْخُس (بالإغريقية: πολέμαρχος، نقحرة: polemarchos) لقبًا عسكريًا رفيع المستوى في العديد من دول المدن اليونانية القديمة (بوليس، poleis). اُشتق اللقب من الكلمتين بُليمُس (polemos، وتعني "حرب") وأرْخون (archon، وتعني "حاكم" أو "زعيم") ويُترجم إلى "قائد حرب". ويشير الاسم إلى أن الوظيفة الأصلية للقائد كانت قيادة الجيش؛ ومن المفترض أن المَكْتب قد أُنشئ لتولي هذه الوظيفة من المَلِك. احتل اللقب مكانة رفيعة في المجتمع الأثيني، إلى جانب لقبي الأرخون معطي الاسم (archon eponymos) الأرخون المَلِك (archon basileus). في أثينا، كان البليمرخس هو رئيس أركان القوات المسلحة لدولة المدينة.
باليونانية الحديثة، تعني كلمة "بليمخوس" أمير الحرب.